# NGC 4296
NGC 4296 је спирална галаксија у сазвежђу Девица која се налази на NGC листи објеката дубоког неба.
Деклинација објекта је + 6° 39' 13" а ректасцензија 12h 21m 28,4s. Привидна величина (магнитуда) објекта NGC 4296 износи 12,8 а фотографска магнитуда 13,8. NGC 4296 је још познат и под ознакама UGC 7409, MCG 1-32-17, CGCG 42-41, VCC 475, KCPG 331A, PGC 39943.